# Lista de bairros do Rio de Janeiro por renda per capita
Esta é uma lista de bairros do Rio de Janeiro por Renda per capita, feita pela Fundação Getúlio Vargas com base nos dados do Censo do IBGE de 2010.

## Classificação
| Nº | Bairro                   | Região       | Renda per capita |
| -- | ------------------------ | ------------ | ---------------- |
| 1  | Lagoa                    | Zona Sul     | 5635             |
| 2  | Leblon                   | Zona Sul     | 4702             |
| 3  | Ipanema                  | Zona Sul     | 4513             |
| 4  | São Conrado              | Zona Sul     | 4609             |
| 5  | Barra da Tijuca          | Zona Oeste   | 4373             |
| 6  | Jardim Botânico          | Zona Sul     | 4015             |
| 7  | Gávea                    | Zona Sul     | 3594             |
| 8  | Flamengo                 | Zona Sul     | 3540             |
| 9  | Humaitá                  | Zona Sul     | 3539             |
| 10 | Laranjeiras              | Zona Sul     | 3250             |
| 11 | Urca                     | Zona Sul     | 3219             |
| 12 | Leme                     | Zona Sul     | 3059             |
| 13 | Copacabana               | Zona Sul     | 3032             |
| 14 | Botafogo                 | Zona Sul     | 3014             |
| 15 | Cosme Velho              | Zona Sul     | 2608             |
| 16 | Maracanã                 | Zona Norte   | 2447             |
| 17 | Recreio dos Bandeirantes | Zona Oeste   | 2324             |
| 18 | Tijuca                   | Zona Norte   | 2314             |
| 19 | Jardim Guanabara         | Zona Norte   | 2312             |
| 20 | Glória                   | Zona Sul     | 2223             |
| 21 | Catete                   | Zona Sul     | 2119             |
| 22 | Grajaú                   | Zona Norte   | 1987             |
| 23 | Moneró                   | Zona Norte   | 1869             |
| 24 | Méier                    | Zona Norte   | 1839             |
| 25 | Praça da Bandeira        | Zona Norte   | 1821             |
| 26 | Todos os Santos          | Zona Norte   | 1739             |
| 27 | Campo dos Afonsos        | Zona Oeste   | 1700             |
| 28 | Andaraí                  | Zona Norte   | 1683             |
| 29 | Freguesia                | Zona Oeste   | 1658             |
| 30 | Vila Isabel              | Zona Norte   | 1654             |
| 31 | Zumbi                    | Zona Norte   | 1654             |
| 32 | Ribeira                  | Zona Norte   | 1646             |
| 33 | Pechincha                | Zona Oeste   | 1571             |
| 34 | Anil                     | Zona Norte   | 1535             |
| 35 | Vila da Penha            | Zona Norte   | 1399             |
| 36 | Centro                   | Zona Central | 1356             |
| 37 | Jardim Sulacap           | Zona Oeste   | 1355             |
| 38 | Vila Valqueire           | Zona Oeste   | 1355             |
| 39 | Cachambi                 | Zona Norte   | 1353             |
| 40 | Camorim                  | Zona Oeste   | 1315             |
| 41 | Cocotá                   | Zona Norte   | 1298             |
| 42 | Praia da Bandeira        | Zona Norte   | 1283             |
| 43 | Rocha                    | Zona Norte   | 1275             |
| 44 | Alto da Boa Vista        | Zona Norte   | 1253             |
| 45 | Riachuelo                | Zona Norte   | 1243             |
| 46 | Portuguesa               | Zona Norte   | 1243             |
| 47 | Maria da Graça           | Zona Norte   | 1127             |
| 48 | Santa Teresa             | Zona Central | 1111             |
| 49 | Abolição                 | Zona Norte   | 1074             |
| 50 | Taquara                  | Zona Oeste   | 1052             |